# Reine Wisell
Reine Tore Leif Wisell (* 30. September 1941 in Motala; † 20. März 2022 in Jomtien, Thailand) war ein schwedischer Automobilrennfahrer.
Wisells Karriere begann 1962 mit Clubrennen. 1967 gewann er die schwedische Formel-3-Meisterschaft. 1970 debütierte er für Lotus in der Formel 1 und fuhr bis 1974 insgesamt 22 Grands Prix. Parallel hierzu bestritt Wisell die Formel-2-Europameisterschaft sowie diverse Rennen der Sportwagen-Weltmeisterschaft, nahm viermal an den 24 Stunden von Le Mans teil und gewann 1975 gemeinsam mit Hartwig Bertrams die Europäische GT-Meisterschaft.

## Karriere

### Jugend und erste Erfolge in Schweden (bis 1968)
Reine Wisell war schon als Jugendlicher sportlich aktiv und sammelte bei Motorrad- und Eisrennen erste lose Erfahrungen im Rennsport.
Zum Beginn seiner Motorsportkarriere nahm Reine Wisell ab 1962 an diversen Club- und Tourenwagenrennen in Schweden mit einem Mini Cooper und später einem Ford Anglia teil. Da aufgrund der schneereichen schwedischen Winter zeitweise keine Streckenrennen ausgetragen werden können, fuhr er zu dieser Jahreszeit auch Rennen in Spanien. 1966 wechselte er in die schwedische Formel-3-Meisterschaft und gewann in seiner ersten Saison mit einem Cooper-T76-Monoposto ein Rennen. Zeitgleich betätigte er sich als Mentor für jüngere schwedische Rennfahrer und förderte dort unter anderem die Anfänge des späteren Grand-Prix-Siegers Ronnie Peterson, auch wenn Wisell von der aggressiven Fahrweise seines Landsmannes, die einen Gegenpol zu seinem eigenen, sehr bedachten und ruhigen Fahrstil bildete, nicht gänzlich überzeugt war.
1967 erwarb er den Brabham BT18 des Vorjahresmeisters Picko Troberg und fuhr mit diesem Fahrzeug diverse Rennsiege und den Meistertitel in der schwedischen Meisterschaft ein. Ab 1968 trat er europaweit mit einem Tecno TF68 bei Formel-3-Rennen an und gewann mehrere Läufe in Schweden, Spanien, Großbritannien und Portugal.

### Sieger auf Internationaler Bühne (1969–1970)

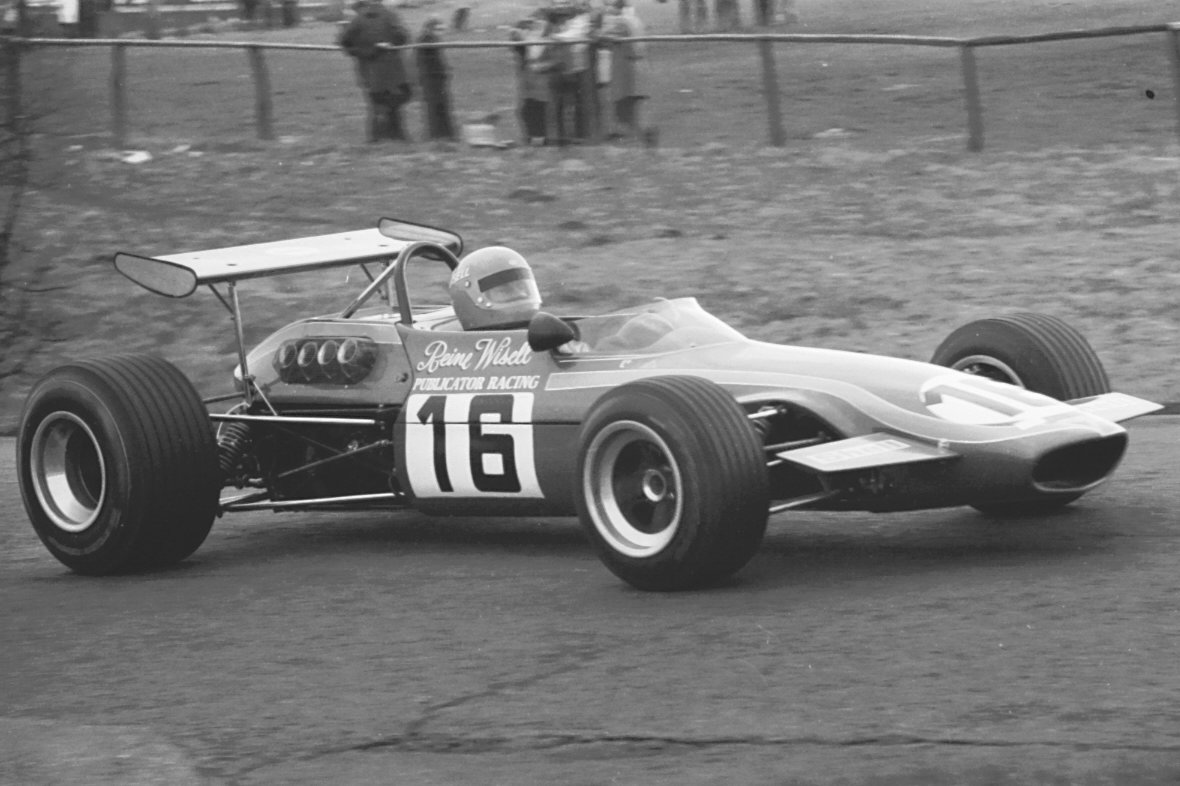
Wisell in der Formel 2, 1970

1969 nahm ihn Chevron Cars offiziell als Werksfahrer unter Vertrag. Wisell nahm für das britische Team mit einem Chevron-B15-Monoposto an weiteren internationalen Formel-3- sowie mit dem Chevron B8 an Sportwagenrennen teil. Beim 6-Stunden-Rennen in Brands Hatch gelang ihm zusammen mit John Hine ein Klassensieg, in der Formel 3 blieben Erfolge aber aus. Sein bestes Saisonergebnis war ein zweiter Platz in Monaco, wo er sich rundenlang mit seinem Landsmann und Freund Ronnie Peterson ein enges Duell um den Sieg lieferte und letztendlich unterlag. Ein Start gemeinsam mit Henri Greder für die Scuderia Filipinetti in einer Corvette C3 beim 24-Stunden-Rennen von Le Mans endete mit Getriebeschaden vorzeitig.
1970 gelang Wisell der Aufstieg in die Formel 2, wo er weiterhin für Chevron an Meisterschaftsläufen teilnahm, aber nur vereinzelte Erfolge in Form von Punkteplatzierungen erreichte. Parallel dazu fuhr er für die Ecurie Bonnier mit einem Lola T70 vereinzelte Rennen in der Sportwagen-Weltmeisterschaft ohne nennenswerte Ergebnisse. Erste Erfahrungen mit einem Formel-1-Wagen sammelte Wisell als Teilnehmer der nicht zur Meisterschaft gehörenden BRDC International Trophy in Silverstone mit einem privaten McLaren M7A. Zudem trat er gemeinsam mit Joakim Bonnier mit einem Ferrari 512S für die Scuderia Filipinetti wieder beim 24-Stunden-Rennen von Le Mans an, schied jedoch nach einer Kollision mit Clay Regazzoni aus. Wisells große Chance kam unverhofft im Spätsommer 1970, als Sidney Taylor ihn als Ersatz für den in die Formel 1 gewechselten Peter Gethin in der europäischen Formel-5000-Meisterschaft verpflichtete, die mit den Regularien der Formel 1 eng verknüpft war. In einem McLaren M10B gewann Wisell überlegen drei Rennen, was Colin Chapman überzeugte, ihn als Werksfahrer für Team Lotus in der Formel 1 zu verpflichten.

### Siegeschancen bei Lotus und BRM (1971–1972)

Wisell im Gespräch mit Teampersonal, 1973

Wisell im March 731, Anderstorp, 1973

Wisell erhielt für sein Debüt Ende 1970 den nach dem Austritt von John Miles freigewordenen, zweiten Lotus 72 für die letzten beiden Saisonrennen und wurde neuer Teamkollege von Emerson Fittipaldi. In den USA erzielte Wisell den dritten Platz und stand daher bereits bei seinem ersten gewerteten Formel-1-Rennen zum ersten und einzigen Mal auf dem Podium. Beim letzten Grand Prix des Jahres in Mexiko wurde er nicht klassifiziert. Chapman verlängerte die Verträge beider Fahrer 1971, Wisell sollte zudem parallel zum Formel-1-Engagement für Lotus in der Formel 2 antreten, wo ihm im Laufe der Saison der Sieg beim Grand Prix de Pau gelang. 
Die Formel-1-Saison 1971 begann für Wisell vielversprechend, da er in Südafrika vom 14. Platz startend das Rennen auf dem vierten Rang beendete. Diese gute Form konnte Wisell aber nicht halten und erzielte während der Saison nur noch vereinzelt Punkte, während sein Teamkollege Fittipaldi drei Podestplatzierungen erreichte. Beide Fahrer waren von der Unzuverlässigkeit des Lotus 72 geplagt. Beim Großen Preis von Großbritannien fuhr Wisell einmalig den turbinengetriebenen Lotus 56, kam aber nicht ins Ziel. Später äußerte Wisell seine Unzufriedenheit mit Lotus, da „alles im Team für Emerson gewesen“ und er dadurch deutlich benachteiligt worden sei. Während der Saison schloss Teamchef Colin Chapman einen Vertrag mit dem amtierenden Meister der britischen Formel-3-Meisterschaft, Dave Walker, ab, als Folge dessen Wisell sein Stammcockpit bei Lotus zum Ende des Jahres verlor.
Für 1972 akzeptierte Wisell ein Angebot von British Racing Motors und erhielt den schnellen, aber defektanfälligen BRM P160 als Fahrzeug. Das Team meldete in dieser Zeit bis zu fünf Autos gleichzeitig zu den Rennen, was sich sehr negativ auf die Organisation und entsprechend die Konkurrenzfähigkeit auswirkte. Wisell erzielte keine Punkte, während sein ehemaliger Teamkollege Fittipaldi im Lotus Weltmeister wurde. Bei einem nicht zur Meisterschaft gehörenden Rennen im Oulton Park brach sich Wisell den Daumen und nicht am darauffolgenden Grand Prix in Belgien teilnehmen. Ende des Jahres bot sich noch einmal eine Chance, sich zu beweisen, da Lotus den enttäuschenden Dave Walker noch vor Saisonende entlassen hatte und Wisell für die letzten beiden Läufe der Saison 1972 zurückholte. In Kanada fiel er aus, in den USA wurde er Zehnter. Bei diesem Rennen kam es zu einem Zwischenfall, da der im Vergleich zu Fittipaldi deutlich schnellere Rundenzeiten fahrende Wisell in Führung liegend grundlos von seinem Team zu einem ungeplanten Reifenwechsel an die Box gerufen wurde. Er fiel ins Hinterfeld zurück, Fittipaldi gewann das Rennen. Lotus-Chefmechaniker Eddie Dennis äußerte später, er könne sich an den Grund für den Boxenstopp nicht mehr erinnern, während Wisell selbst die Überzeugung äußerte, dass Lotus unter diesem Vorwand eine Stallorder ausgeführt habe. Am Ende der Saison holte Colin Chapman Ronnie Peterson zu Lotus, wodurch Wisells Zeit im Team zugunsten seines Landsmannes endgültig beendet war.
Parallel zu seinem Engagement in der Formel 1 trat Wisell für die Ecurie Bonnier von Joakim Bonnier in einem Lola T280 bei diversen Rennen der Sportwagen-Weltmeisterschaft 1972 an, darunter dem preisträchtigen 12-Stunden-Rennen von Sebring. Erfolge blieben aus. Aufgrund seiner Daumenverletzung musste Wisell den eigentlich vorgesehenen Start beim 24-Stunden-Rennen von Le Mans 1972 auslassen. Bei diesem Rennen verunglückte Bonnier tödlich.

### Hinwendung zu Sportwagenrennen (1973–1974)
1973 stand Wisell ohne Werksvertrag da und fuhr nur zwei Grands Prix als Privatstarter. Für sein Heimrennen in Anderstorp mietete er sich mit Unterstützung einiger Sponsoren den March 731 von David Purley, konnte jedoch aufgrund eines Aufhängungsschadens das Rennen nicht antreten. Beim Grand Prix in Frankreich trat er als Ersatz für den verletzten Mike Beuttler wieder in einem March 731 für Clarke-Mordaunt-Guthie-Durlacher Racing an und fiel mit Motorproblemen aus. So verlagerten sich Wisells Rennaktivitäten in diesem Jahr hauptsächlich in die Formel 2, wo er mit Unterstützung eines Aftershave-Herstellers in einem GRD 273 die komplette Saison über antrat. Eine letzte Sternstunde für Wisell auf internationaler Bühne kam ebenda beim Eifelrennen auf der Nordschleife, als er bei durch Regenschauer unvorhersehbaren Streckenbedingungen überlegen siegte. Parallel dazu fuhr er für die Scuderia Filipinetti vereinzelte Rennen in der Sportwagen-Weltmeisterschaft 1973 ohne Erfolg und nahm mit Jean-Louis Lafosse und Hughes de Fierlant am 24-Stunden-Rennen von Le Mans 1973 teil, wo das Team mit defekter Ölpumpe ausfiel.
Anfang 1974 schien sich zunächst noch einmal eine große Chance für Wisell zu ergeben – Emerson Fittipaldi hatte Lotus zugunsten von McLaren verlassen und Colin Chapman zog die Möglichkeit in Betracht, Wisell ein weiteres Mal zurückzuholen und zusammen mit Ronnie Peterson ein schwedisches Duo an den Start zu bringen. Wisell lehnte das Angebot ab, da er in Anbetracht von Petersons Schnelligkeit „keine Siegeschance“ für sich selbst sah und lieber mit ihm befreundet bleiben wolle, anstatt sich auf der Strecke zu duellieren und in Streit zu geraten. Zudem geriet Lotus seitens seines Sponsors Imperial Tobacco, die zur besseren Vermarktung einen britischen Fahrer wünschten, unter Druck. So kam Wisell erneut ohne Werksvertrag beim Großen Preis von Schweden zu seinem letzten Formel-1-Grand-Prix, um den verletzten Hans-Joachim Stuck bei March zu ersetzen. Kurioserweise soll dies kein sonderliches Publikumsinteresse ausgelöst haben, da der Schwede, dessen Markenzeichen wilde Frisuren und Koteletten waren, mit dem sehr ähnlich auftretenden Stuck verwechselt worden sei. Bis Mitte 1974 fuhr Wisell auch weiterhin Formel-2-Rennen, erzielte aber keine nennenswerten Erfolge mehr und trat mit einem Gulf GR7 zusammen mit Vern Schuppan ein letztes Mal bei den 24 Stunden von Le Mans an, fiel dort jedoch wie schon bei seinen vorangegangenen Versuchen aus.

### Späte Karriere (ab 1975)
Mit dem Ende seiner Monoposto-Karriere im Sommer 1974 beschränkte Wisell sich nun gänzlich auf die Sportwagen-Weltmeisterschaft 1975, wo er mit einem Porsche 911 Carrera RSR und seinen Teamkollegen Hartwig Bertrams und Clemens Schickentanz an fast allen Rennen der Saison teilnahm. Zudem teilte er sich in der Europäischen GT-Meisterschaft ein Cockpit mit Bertrams; Das Duo gewann den Meistertitel. Parallel betätigte er sich wieder in lokalen, schwedischen Rennserien wie der SuperStar Series, wo er mit einem Chevrolet Camaro 1977 die Vizemeisterschaft gewann. Zwischen 1979 und 1981 fuhr Wisell dreimal ohne Erfolge das 24-Stunden-Rennen von Spa-Francorchamps. Bei seiner letzten Teilnahme 1981 startete er als Erster und führte das Rennen auch einige Zeit an, bevor er mit technischem Defekt zunächst zurückfiel und dann gänzlich aufgeben musste. Ende 1981 beendete Wisell seine internationale Motorsportkarriere.
Ab 1985 und bis zu seinem Tode betätigte Wisell sich im Amateurbereich bei Rennen mit historischen Fahrzeugen, bei denen er insbesondere in den 1990er-Jahren auch siegreich war, förderte schwedische Nachwuchsrennfahrer wie den Formel-3-Europameister von 2015 Felix Rosenqvist und arbeitete als Fahrsicherheits-Instruktor. Zudem war er Mitglied des Grand Prix Drivers' Club und nahm regelmäßig an Treffen teil.
Er lebte abwechselnd in Schweden und Thailand und verstarb am 20. März 2022 im Alter von 80 Jahren in Jomtien nahe Pattaya.

## Statistik

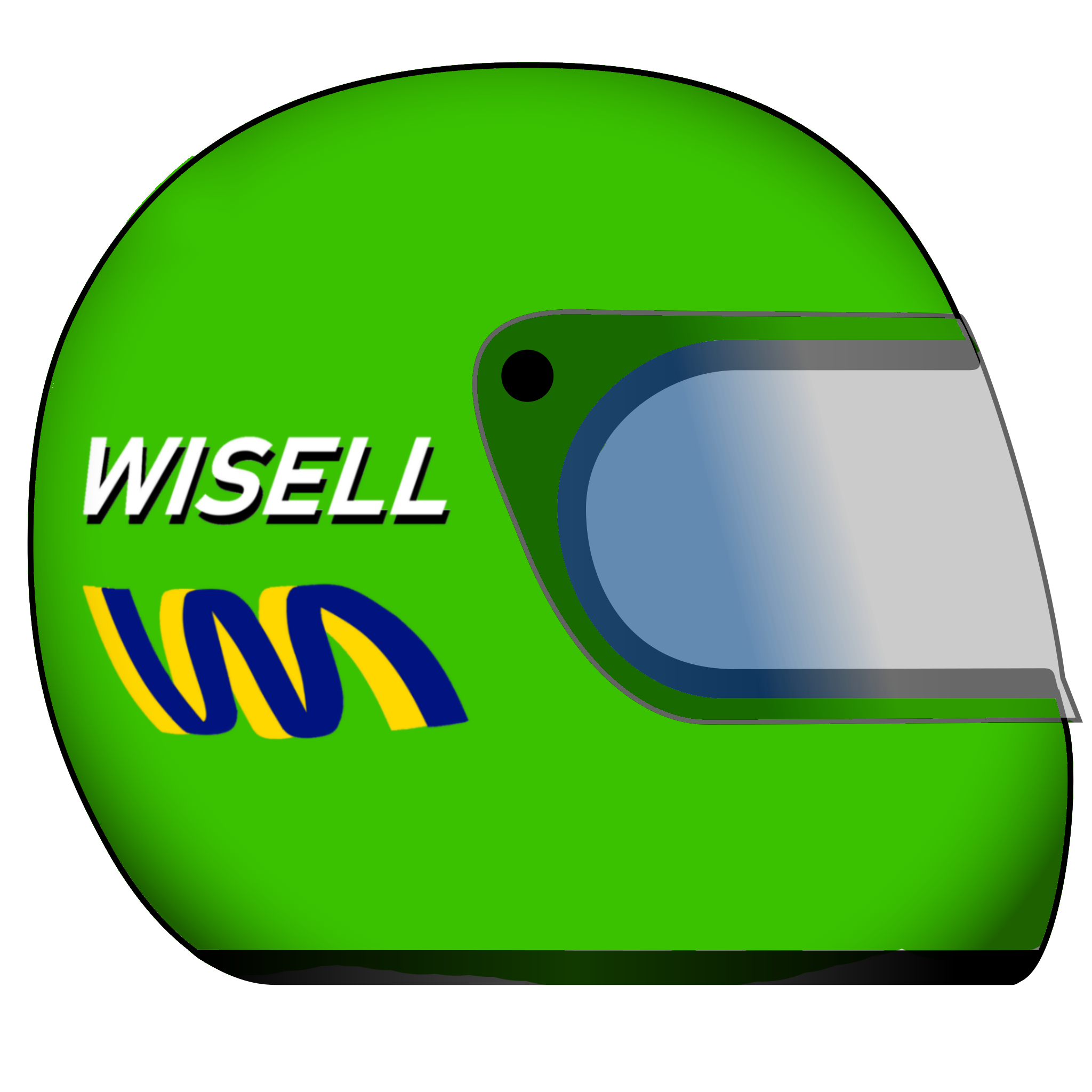
Das Helmdesign von Wisell in späteren Jahren

### Statistik in der Automobil-Weltmeisterschaft
Diese Statistik umfasst alle Teilnahmen des Fahrers an der Automobil-Weltmeisterschaft, die heutzutage als Formel-1-Weltmeisterschaft bezeichnet wird.

#### Gesamtübersicht
| Saison | Team                                              | Chassis   | Motor                    | Rennen | Siege | Zweiter | Dritter | Poles | schn. Rennrunden | Punkte | WM-Pos. |
| ------ | ------------------------------------------------- | --------- | ------------------------ | ------ | ----- | ------- | ------- | ----- | ---------------- | ------ | ------- |
| 1970   | Gold Leaf Team Lotus                              | Lotus 72  | Ford Cosworth DFV 3.0 V8 | 2      | –     | –       | 1       | –     | –                | 4      | 16.     |
| 1971   | John Player Team Lotus                            | Lotus 72  | Ford Cosworth DFV 3.0 V8 | 9      | –     | –       | –       | –     | –                | 9      | 12.     |
| 1971   | John Player Team Lotus                            | Lotus 56  | Pratt & Whitney STN76    | 1      | –     | –       | –       | –     | –                | 9      | 12.     |
| 1972   | Marlboro BRM                                      | BRM P160  | BRM P142 3.0 V12         | 6      | –     | –       | –       | –     | –                | 0      | NC      |
| 1972   | John Player Team Lotus                            | Lotus 72  | Ford Cosworth DFV 3.0 V8 | 2      | –     | –       | –       | –     | –                | 0      | NC      |
| 1973   | Clarke-Mordaunt-Guthrie Racing Team Pierre Robert | March 731 | Ford Cosworth DFV 3.0 V8 | 2      | –     | –       | –       | –     | –                | 0      | NC      |
| 1974   | March Engineering                                 | March 741 | Ford Cosworth DFV 3.0 V8 | 1      | –     | –       | –       | –     | –                | 0      | NC      |

#### Einzelergebnisse
| Saison | 1  | 2   | 3   | 4 | 5   | 6   | 7   | 8 | 9  | 10  | 11 | 12 | 13 | 14 | 15 |
| ------ | -- | --- | --- | - | --- | --- | --- | - | -- | --- | -- | -- | -- | -- | -- |
| 1970   |    |     |     |   |     |     |     |   |    |     |    |    |    |    |    |
|        |    |     |     |   |     |     |     |   |    |     | 3  | NC |    |    |    |
| 1971   |    |     |     |   |     |     |     |   |    |     |    |    |    |    |    |
| 4      | NC | DNF | DSQ | 6 | NC  | 8   | 4   |   | 5  | DNF |    |    |    |    |    |
| 1972   |    |     |     |   |     |     |     |   |    |     |    |    |    |    |    |
| DNF    |    | DNF | DNF |   | DNF |     | DNF |   | 12 | DNF | 10 |    |    |    |    |
| 1973   |    |     |     |   |     |     |     |   |    |     |    |    |    |    |    |
|        |    |     |     |   |     | DNS | DNF |   |    |     |    |    |    |    |    |
| 1974   |    |     |     |   |     |     |     |   |    |     |    |    |    |    |    |
|        |    |     |     |   |     | DNF |     |   |    |     |    |    |    |    |    |

| Legende  | Legende            | Legende                                                          |
| Farbe    | Abkürzung          | Bedeutung                                                        |
| -------- | ------------------ | ---------------------------------------------------------------- |
| Gold     | –                  | Sieg                                                             |
| Silber   | –                  | 2. Platz                                                         |
| Bronze   | –                  | 3. Platz                                                         |
| Grün     | –                  | Platzierung in den Punkten                                       |
| Blau     | –                  | Klassifiziert außerhalb der Punkteränge                          |
| Violett  | DNF                | Rennen nicht beendet (did not finish)                            |
| Violett  | NC                 | nicht klassifiziert (not classified)                             |
| Rot      | DNQ                | nicht qualifiziert (did not qualify)                             |
| Rot      | DNPQ               | in Vorqualifikation gescheitert (did not pre-qualify)            |
| Schwarz  | DSQ                | disqualifiziert (disqualified)                                   |
| Weiß     | DNS                | nicht am Start (did not start)                                   |
| Weiß     | WD                 | zurückgezogen (withdrawn)                                        |
| Hellblau | PO                 | nur am Training teilgenommen (practiced only)                    |
| Hellblau | TD                 | Freitags-Testfahrer (test driver)                                |
| ohne     | DNP                | nicht am Training teilgenommen (did not practice)                |
| ohne     | INJ                | verletzt oder krank (injured)                                    |
| ohne     | EX                 | ausgeschlossen (excluded)                                        |
| ohne     | DNA                | nicht erschienen (did not arrive)                                |
| ohne     | C                  | Rennen abgesagt (cancelled)                                      |
| ohne     | keine WM-Teilnahme |                                                                  |
| sonstige | P/fett             | Pole-Position                                                    |
| sonstige | 1/2/3/4/5/6/7/8    | Punktplatzierung im Sprint-/Qualifikationsrennen                 |
| sonstige | SR/kursiv          | Schnellste Rennrunde                                             |
| sonstige | *                  | nicht im Ziel, aufgrund der zurückgelegten Distanz aber gewertet |
| sonstige | ()                 | Streichresultate                                                 |
| sonstige | unterstrichen      | Führender in der Gesamtwertung                                   |

### Le-Mans-Ergebnisse
| Jahr | Team                  | Fahrzeug           | Teamkollege        | Teamkollege        | Platzierung | Ausfallgrund    |
| ---- | --------------------- | ------------------ | ------------------ | ------------------ | ----------- | --------------- |
| 1969 | Scuderia Filipinetti  | Chevrolet Corvette | Henri Greder       |                    | Ausfall     | Getriebeschaden |
| 1970 | Scuderia Filipinetti  | Ferrari 512S       | Joakim Bonnier     |                    | Ausfall     | Unfall          |
| 1973 | Equipe Gitanes France | Lola T282          | Jean-Louis Lafosse | Hughes de Fierlant | Ausfall     | Ölpumpendefekt  |
| 1974 | Gulf Research Racing  | Gulf GR7           | Vern Schuppan      |                    | Ausfall     | Antriebswelle   |

### Sebring-Ergebnisse
| Jahr | Team           | Fahrzeug  | Teamkollege      | Teamkollege    | Platzierung | Ausfallgrund |
| ---- | -------------- | --------- | ---------------- | -------------- | ----------- | ------------ |
| 1972 | Ecurie Bonnier | Lola T280 | Gérard Larrousse | Joakim Bonnier | Rang 6      |              |

### Einzelergebnisse in der Sportwagen-Weltmeisterschaft
| Saison | Team                                | Rennwagen                     | 1   | 2   | 3   | 4   | 5   | 6   | 7   | 8   | 9   | 10  | 11  | 12  | 13  | 14  | 15  | 16  | 17  |
| ------ | ----------------------------------- | ----------------------------- | --- | --- | --- | --- | --- | --- | --- | --- | --- | --- | --- | --- | --- | --- | --- | --- | --- |
| 1969   | Chevron Cars Scuderia Filipinetti   | Chevron B8 Chevrolet Corvette | DAY | SEB | BRH | MON | TAR | SPA | NÜR | LEM | WAT | ZEL |     |     |     |     |     |     |     |
| 1969   | Chevron Cars Scuderia Filipinetti   | Chevron B8 Chevrolet Corvette |     |     | 7   |     |     |     | DNF | DNF |     |     |     |     |     |     |     |     |     |
| 1970   | Ecurie Bonnier Scuderia Filipinetti | Lola T70 Ferrari 512S         | DAY | SEB | BRH | MON | TAR | SPA | NÜR | LEM | WAT | ZEL |     |     |     |     |     |     |     |
| 1970   | Ecurie Bonnier Scuderia Filipinetti | Lola T70 Ferrari 512S         |     |     | 7   |     |     | 10  |     | DNF | 8   |     |     |     |     |     |     |     |     |
| 1972   | Ecurie Bonnier                      | Lola T280                     | BUA | DAY | SEB | BRH | MON | SPA | TAR | NÜR | LEM | ZEL | WAT |     |     |     |     |     |     |
| 1972   | Ecurie Bonnier                      | Lola T280                     | 7   | DNF | 6   | DNF | DNF |     |     |     |     |     | DNF |     |     |     |     |     |     |
| 1973   | Scuderia Filipinetti                | Lola T282 Lola T292           | DAY | VAL | DIJ | MON | SPA | TAR | NÜR | LEM | ZEL | WAT |     |     |     |     |     |     |     |
| 1973   | Scuderia Filipinetti                | Lola T282 Lola T292           | DNF | 6   | 6   |     |     |     |     | DNF |     |     |     |     |     |     |     |     |     |
| 1974   | Gulf Research                       | Gulf GR7                      | MON | SPA | NÜR | IMO | LEM | ZEL | WAT | LEC | BRH | KYA |     |     |     |     |     |     |     |
| 1974   | Gulf Research                       | Gulf GR7                      |     | DNF |     |     |     |     |     |     |     |     |     |     |     |     |     |     |     |
| 1975   | Tebernum Racing                     | Porsche Carrera RSR           | DAY | MUG | DIJ | MON | SPA | PER | NÜR | ZEL | WAT |     |     |     |     |     |     |     |     |
| 1975   | Tebernum Racing                     | Porsche Carrera RSR           |     | 10  | 7   | 9   | 6   | 4   | 14  |     |     |     |     |     |     |     |     |     |     |
| 1976   | Zip-Up Racing                       | Chevrolet Camaro              | MUG | VAL | NÜR | MON | SIL | IMO | NÜR | ZEL | PER | WAT | MOS | DIJ | DIJ | SAL |     |     |     |
| 1976   | Zip-Up Racing                       | Chevrolet Camaro              | DNF |     |     |     | DNF |     |     |     |     |     |     |     |     |     |     |     |     |
| 1979   | Team Willeme                        | BMW 3.0 CSi                   | DAY | SEB | MUG | TAL | DIJ | RIV | SIL | NÜR | LEM | PER | DAY | WAT | SPA | BRH | ROA | VAL | ELS |
| 1979   | Team Willeme                        | BMW 3.0 CSi                   |     |     |     |     |     |     |     |     |     | DNF |     |     |     |     |     |     |     |
| 1980   | Luigi Racing                        | Chevrolet Camaro              | DAY | BRH | SEB | MUG | MON | RIV | SIL | NÜR | LEM | DAY | WAT | SPA | MOS | ROA | VAL | DIJ |     |
| 1980   | Luigi Racing                        | Chevrolet Camaro              |     |     |     |     |     |     |     |     | DNF |     |     |     |     |     |     |     |     |
| 1981   | Bastos Racing                       | Chevrolet Camaro              | DAY | SEB | MUG | MON | RIV | SIL | NÜR | LEM | PER | DAY | WAT | SPA | MOS | ROA | BRH |     |     |
| 1981   | Bastos Racing                       | Chevrolet Camaro              |     |     |     |     |     |     |     |     | DNF |     |     |     |     |     |     |     |     |